# Palais de la Berbie

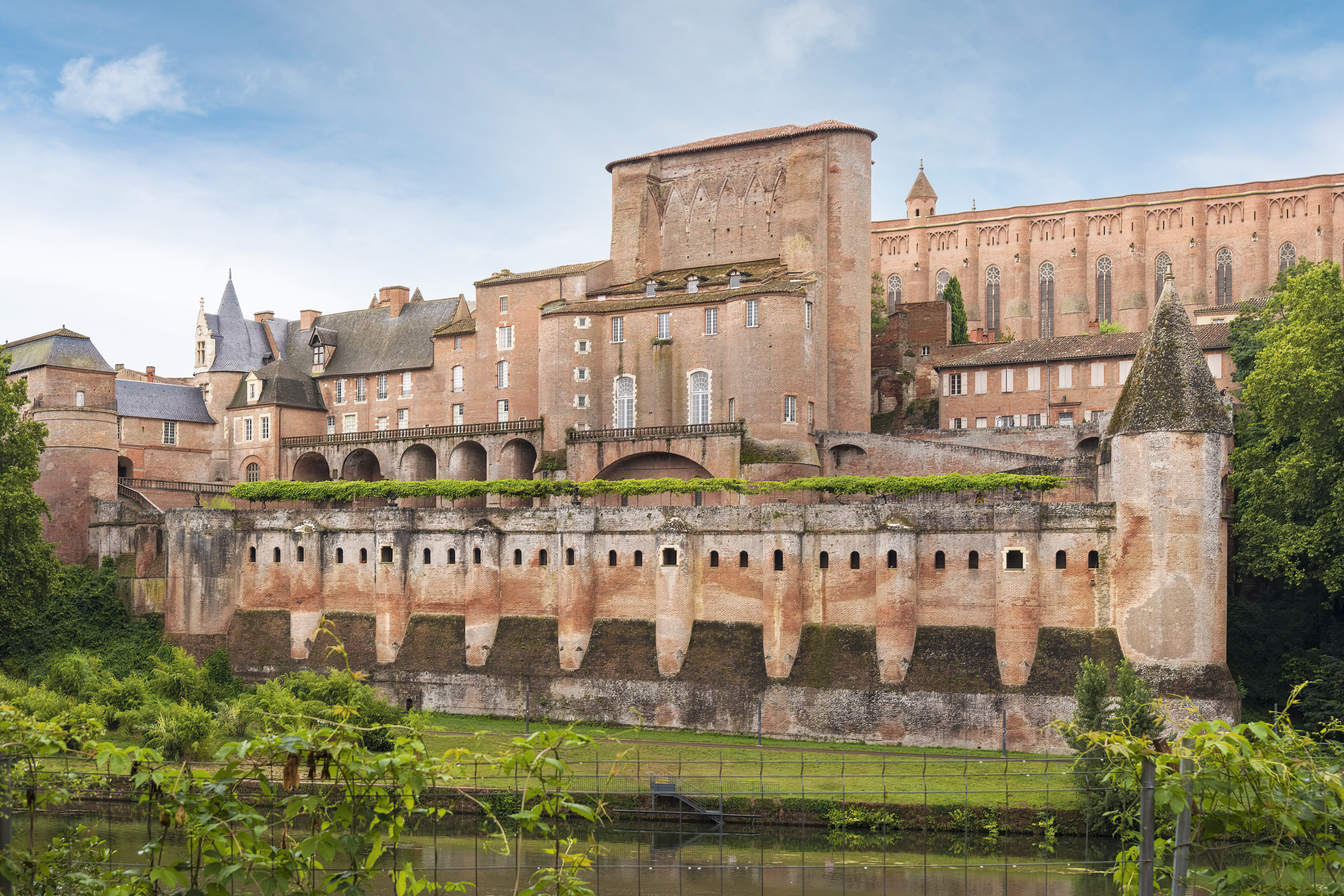
Der Berbie-Palast vom rechten Ufer des Tarn aus gesehen.

Der Palais de la Berbie ist ein ehemaliger Bischofspalast in Albi in Südfrankreich. Der komplex verschlungene Donjon stammt aus dem Hochmittelalter und wurde mehrmals umgebaut. An den Donjon angelehnt sind Gebäude aus dem 15. bis 17. Jahrhundert.
Heute beinhaltet das Gebäude das Musée Toulouse-Lautrec. Der Palast ist UNESCO-Welterbe.